# إكسبلورر إس-1
إكسلبورر إس-1 (بالإنجليزية: Explorer S-1)‏ والذي عُرف أيضًا باسم ناسا إس-1 أو إكسبلورر 7 إكس كان قمرًا اصطناعيًّا من ناسا لأغراض أبحاث علوم الأرض، زُود بمجموعة من المعدات العلمية لدراسة البيئة حول كوكب الأرض. دُمر المسبار ومركبة الإطلاق چونو 2 بعد ثوان من الإطلاق في 16 يوليو 1959، في إخفاق ملحوظ سببته تعقيدات بنظام تزويد الطاقة بالمركبة. أعيد إطلاق المهمة بنجاح في أكتوبر 1959، تحت اسم إكسبلورر 7 (إس-1 أيه).

## المهمة
كانت هذه المهمة الرحلة السادسة في برنامج إكسبلورر، وسُميت ناسا إس-1 وإسكبلورر 7 إكس بأثر رجعي. أهداف المهمة كانت قياس توازن الإشعاع الأرضي، وكثافة الأشعة السينية والأشعة الكونية، بما فيها الأشعة الكونية الابتدائية. صُمم المسبار أيضًا ليكون مختبرًا لقدرات الأقمار الاصطناعية، إذ زُود بمعدات لقياس حرارة القمر الاصطناعي، وتصادم النيازك الدقيقة وتآكل الخلايا الشمسية المعرضة للفضاء. اعتمدت المركبة مبدأ الاستقرار بالدوران، وكان حجمها 76x76 سم، وبلغ وزنها عند الإطلاق 41.5 كلجم. استمدت المركبة القوة الكهربائية من 15 بطارية نيكل كادميوم يعيد شحنها 3,000 خلية شمسية مثبتة على سطح المركبة الفضائية.

## الإطلاق
وُضع القمر الاصطناعي على صاروخ چونو 2 الذي يحمل الرقم المتسلسل أيه إم-16. وانطلق الصاروخ في 16 يوليو 1959 في 16:37:03 بتوقيت جرينتش، المجمع 5 بقاعدة كيب كانافيرال. وسريعًا بعد الإطلاق تشكلت دارة قصر في نظام توجيه المركبة ما أدى إلى حركة غير مقصودة لمحركات روكتداين إس-3 دي، ما حرف الصاروخ بحدة نحو الغرب قبل أن ينقلب رأسًا على عقب تقريبًا. وبعد 5 ثوان ونصف من الإطلاق، دمر ضابط أمان موقع الإطلاق المركبة. واصطدمت حمولة الصاروخ بالأرض على بعد 76 مترًا شمال شرق موقع الإطلاق، ما أدى إلى كرة نار ضخمة.

## التبعات
أظهر التحقيق بعد فشل الإطلاق أن دارة القصر تكونت بين صمامين ثنائيين في منظم الجهد بمزود القدرة، ما قطع الطاقة عن نظام التوجيه، وهو ما أدى إلى خروج الصاروخ عن مساره. استخدمت طريقة طلاء خاصة على لوحات الدارات في صواريخ چونو 2 ومركبات الإطلاق الأخرى اللاحقة لمنع حدوث مشكلة مشابهة. كان هذا الإطلاق الفاشل واحدًا من أكثر العمليات الفاشلة في كيب كانافيرال، وكان الثالث لمركبة الإطلاق چونو 2، بعدما فشلت في حمل مسبار بيونير 3 إلى مدار شمسي في ديسمبر 1958، لكن نجحت في تنفيذ الهدف ذاته في مارس 1959، حاملة أول مسبار ما بين الكواكب للولايات المتحدة، بيونير 4. القمر الاصطناعي إس-1 كان أول محاولة إطلاق إلى مدار أرضي المركز لصاروخ چونو 2؛ فشلت أيضًا المحاولة الثانية في 14 أغسطس 1959، والتي كانت لنقل بيكون 2 إلى مدار أرضي منخفض. لكن محاولة أخرى لإطلاق قمر اصطناعي بنفس مواصفات إس-1، تحت اسم إكسبلورر 7 كانت ناجحة، في إطلاق وقع في 13 أكتوبر 1959. وأنهى هذا القمر الاصطناعي مهمته في أغسطس 1961، ولا يزال يدور حول الأرض إلى اليوم.